# Soulangeova magnolija
Soulangeova magnolija (lat. Magnolia × soulangeana), listopadni hibridni grm ili manje stablo iz porodice magnolijevki. Jedna je od najčešćih magnolija u hortikulturi na Britanskim otocima (posebo na jugu Engleske) i istočnoj i zapadnoj obali SAD-a.
Cvjetovi su joj dvospolni, bijelo-ljubičastoružičasti koji cvjetaju prije listanja. Plod je tobolac, skupni češerasti plod. Ovaj hibrid prvi je uzgojio francuski botaničar Étienne Soulange-Bodin, križanjem vrsta Magnolia denudata i M. liliiflora.

## Galerija
- Soulangeova magnolija
- Soulangeova magnolija
- Soulangeova magnolija
- Soulangeova magnolija, cvijet
- Soulangeova magnolija, sjeme

## Vanjske poveznice
|  | Zajednički poslužitelj ima još gradiva o temi Magnolia × soulangeana |
|  | Wikivrste imaju podatke o taksonu Magnolia × soulangeana             |